# John Mann (vattenpolospelare)
John Devlin Mann, född 27 juni 1985 i Beverly Hills i Kalifornien, är en amerikansk vattenpolospelare. Han ingick i USA:s landslag i herrarnas turnering i vattenpolo vid olympiska sommarspelen 2012 där USA slutade på åttonde plats och i herrarnas turnering i vattenpolo vid olympiska sommarspelen 2016 där USA slutade på tionde plats.
Efter skoltiden i Corona del Mar High School studerade Mann vid University of California, Berkeley där han spelade för California Golden Bears. Mann tog guld vid panamerikanska spelen 2007 och 2015.